# Szilágyi Zsófia (irodalomtörténész)
Szilágyi Zsófia (Cegléd, 1973. március 26. –) magyar irodalomtörténész, egyetemi tanár, kritikus, irodalmi szerkesztő.
Szilágyi Miklós néprajzkutató, múzeumigazgató lánya, Szilágyi Márton irodalomtörténész húga.

## Életpályája
A középiskolát a budapesti Apáczai Csere János Gimnáziumban végezte. Az Eötvös Loránd Tudományegyetem (ELTE) Bölcsészettudományi Kar (BTK) magyar-orosz szakán folytatta tanulmányait, 1996-ban diplomázott. 2001-ben az ELTE irodalomtudományi iskolán PhD-fokozatot szerzett. Doktori disszertációját M. Ju. Lermontov Korunk hőse című regényéből írta. Russzistának indult, 2000–2002 között az ELTE Eötvös Collegium Szlavisztikai Műhelyének vezetője volt. Később a magyar irodalom került kutatói és oktatói tevékenységének középpontjába.
Több alkalommal részesült kutatói ösztöndíjban, illetve 2009–2010-ben Magyary Zoltán posztdoktori ösztöndíjban. 2013-ban az irodalomtudomány habilitált doktora, 2015-ben az MTA doktora lett. Kutatási területe: a 20. századi és kortárs irodalom (próza), Móricz Zsigmond és Kosztolányi Dezső életműve.
2001-ben kezdett irodalmat tanítani: a Pannon Egyetemen (korábbi nevén Veszprémi Egyetemen) 2007-ig egyetemi adjunktus, 2007-től 2010-ig egyetemi docens volt. 2010–2012 között tudományos munkatársként részt vett az ELTE BTK projektjében, majd kurzusokat is tartott az egyetemen. 2012-től – előbb tudományos munkatárs, majd tudományos tanácsadó – az MTA-ELTE Hálózati Kritikai Szövegkiadás Kutatócsoport munkájában, a Kosztolányi kritikai kiadás rövidprózai munkák szerkesztője. 2014-ben a Szegedi Tudományegyetem BTK Magyar Irodalmi Tanszékén folytatta oktatói tevékenységét: egy évig egyetemi docens, 2015. szeptember 1-étől egyetemi tanár, 2017-től a tanszék vezetője. Tanárként elsősorban a 20-21. századi magyar irodalommal foglalkozik.
2008 óta a Kaligram folyóirat és kiadó szerkesztője. Tanulmányai, kritikái olvashatók az irodalmi folyóiratokban, többek között az Ex Symposionban, a Jelenkorban a Literán. Tanulmányaiból és kritikáiból állította össze A féllábú ólomkatona című kötetét is, mely a Kalligram Könyvkiadónál jelent meg 2005-ben. A 2010-es évek végén azonban a kritikusinál fontosabbnak ítélte irodalomtörténészi feladatait. A Móricz Zsigmond Társaság elnöke, a Szépírók Társaságának alelnöke.
Minden bizonnyal eddigi (2020) legjelentősebb műve a Móricz Zsigmond című nagymonográfia, melyen sok éven át dolgozott (könyvalakban 2013-ban jelent meg). „Szilágyi Zsófia Móricz Zsigmond című monográfiája minden korábbi, hasonló jellegű próbálkozáshoz képest gazdagabb, kiterjedtebb és sokszínűbb élet-, kor- és irodalomtörténeti forrásanyagra támaszkodva rajzolja meg író hősének életútját és pályaképét. (…) Sok tekintetben mítosz- és kultuszromboló, legenda-oszlató könyvről van szó…” (I.m. Benyovszky Krisztián bírálata)

## Munkáiból

### Könyvek, szerzőként
- Az éretlen Kosztolányi; Budapest, Pesti Kalligram, 2017
- Móricz Zsigmond; Pozsony, Kalligram, 2013 (Móricz Zsigmond nagymonográfia, 782 o.)
- A továbbélő Móricz; Pozsony, Kalligram, 2008
- A féllábú ólomkatona: Irodalmi mű-hibák; Pozsony, Kalligram, 2005
- Ferdinandy György; Pozsony, Kalligram, 2002
- „volt benne valami különös”: M. Ju. Lermontov Korunk hőse című regénye; Veszprémi Egyetemi Kiadó, 2002

### Könyvek, szerkesztőként
- Szilágyi Zsófia (szerk.), Szabó Gábor (szerk.): Hagyomány és fordulópont: Esterházy recepciója a kelet-európai régióban; Budapest, Magvető, 2017
- Bengi László (szerk.), Szilágyi Zsófia (szerk.): Móricz a jelenben; Budapest, Magyar Irodalomtörténeti Társaság, 2015
- Hermann Zoltán, Szilágyi Zsófia (szerk.): Szövegterek: Az anagrammák elméletéhez; Veszprém, Veszprémi Egyetemi Kiadó, 2002

A teljes publikációs lista 405 közleményből áll (2021 elején).

## Könyveiről néhány recenzió
Az éretlen Kosztolányi című könyvről:
- Nagy Hilda: Szilágyi Zsófia: Az éretlen Kosztolányi; Irodalomtörténet, 2019/2. sz., 222-226.[5]
- Angyalosi Gergely: Egy életmű megnyitása; Studia Litteraria, 2018/1–2. sz., 260-265.[6]
- Bengi László: A változatoktól a szövegkörnyezetig; Alföld, 2018/4. sz., 101-106.[7]
- Kollarits Krisztina: Szilágyi Zsófia: Az éretlen Kosztolányi; Kortárs, 2018/12. sz., 124-125.[8]
- Élet és Irodalom, 2017/31. szám, augusztus 4. Ketten egy új könyvről c. rovat (Bazsányi Sándor és Schein Gábor recenziója)[9][10]

A Móricz Zsigmond nagymonográfiáról:
- Benyovszky Krisztián: Bírálat Szilágyi Zsófia Móricz Zsigmond című akadémiai doktori értekezéséről (real-d.mtak.hu, 2015-02-11)
- Veres András: Kísérlet a nagymonográfia megújítására; Literatura, 2015/3. sz., 312-318.[11]
- Deczki Sarolta: Beszél hozzánk; Irodalomismeret, 2014/3. sz., 97-104.[12]
- Kollarits Krisztina; Szilágyi Zsófia: Móricz Zsigmond; Kortárs, 2014/2. sz.[13]
- Tverdota György: Az írói nagymonográfia új perspektívái; Jelenkor, 2014/9. sz., 1032-1040.[14]

A továbbélő Móricz című könyvről:
- Maszárovics Ágnes: Szilágyi Zsófia: A továbbélő Móricz; Irodalomtörténeti Közlemények, 2010/3. sz., 282-285.[15]
- Gere Zsolt: Írók irodalomtörténete; Revizor, 2009-04-15.[16]
- Onder Csaba: Eljutni Móriczhoz; Műút, 2009/015. sz., 64-65.[17]

A féllábú ólomkatona című kötetről:
- Kisantal Tamás: Hol a hiba? Jelenkor, 2007/3. sz., 348-351.[18]
- Somogyi Gyula: Az olvasás mint átrajzolás; Alföld, 2006/11. sz., 97-102.

A Ferdinandy György című kismonográfiáról:
- Bedecs László: Mestersége címere; Jelenkor, 2003/10. sz., 1048-1050.[19]
- Kovács Gábor: Az átutazóról; Irodalomtörténet, 2003/4. sz., 661-667.[20]

## Díjak, elismerések

### Ösztöndíjak
- 2001 – Móricz Zsigmond-ösztöndíj
- 2002–2005 – Bolyai János kutatói ösztöndíj
- 2006 – NKA alkotói támogatás
- 2006–2007 – Deák Ferenc-ösztöndíj
- 2009–2010 – Magyary Zoltán posztdoktori ösztöndíj

### Díjak
- 2008 – Az év kutatója díj, MTA VEAB
- 2010 – Artisjus Irodalmi Díj
- 2013 – Móricz Zsigmond-emlékérem
- 2014 – Alföld-díj
- 2016 – Balassa Péter-díj
- 2016 – Komlós Aladár-díj[21]
- 2019 – Szépíró-díj irodalomkritika
- 2020 – Baumgarten-emlékdíj, jutalom